# Castor de Karden
Pour les articles homonymes, voir Castor.
Saint Castor de Karden (IVe siècle), est un saint catholique et orthodoxe, évangélisateur de la vallée de la Moselle, patron de Coblence, fêté le 13 février.

## Biographie
Originaire probablement d'Aquitaine, Castor devient disciple de Maximin de Trèves qui l'ordonne prêtre. Il s'installe à Treis-Karden, peut-être en ermite. En compagnie de saint Potentinus et de ses deux fils, un aquitain comme lui, il fonde probablement, ou il s'intègre à une communauté monastique dont il demeure aujourd'hui la maison Korbisch, la collégiale Saint Castor et l'abbaye de Karden. Après sa mort, il est inhumé à Karden, et en 780, l'évêque de Trèves Wermad fait construire sur son tombeau une des premières églises des campagnes de la région.

Le 12 novembre 837, l'évêque Hetton de Trèves fait translater ses reliques à la basilique Saint-Castor de Coblence, ville dont il devient le saint patron.

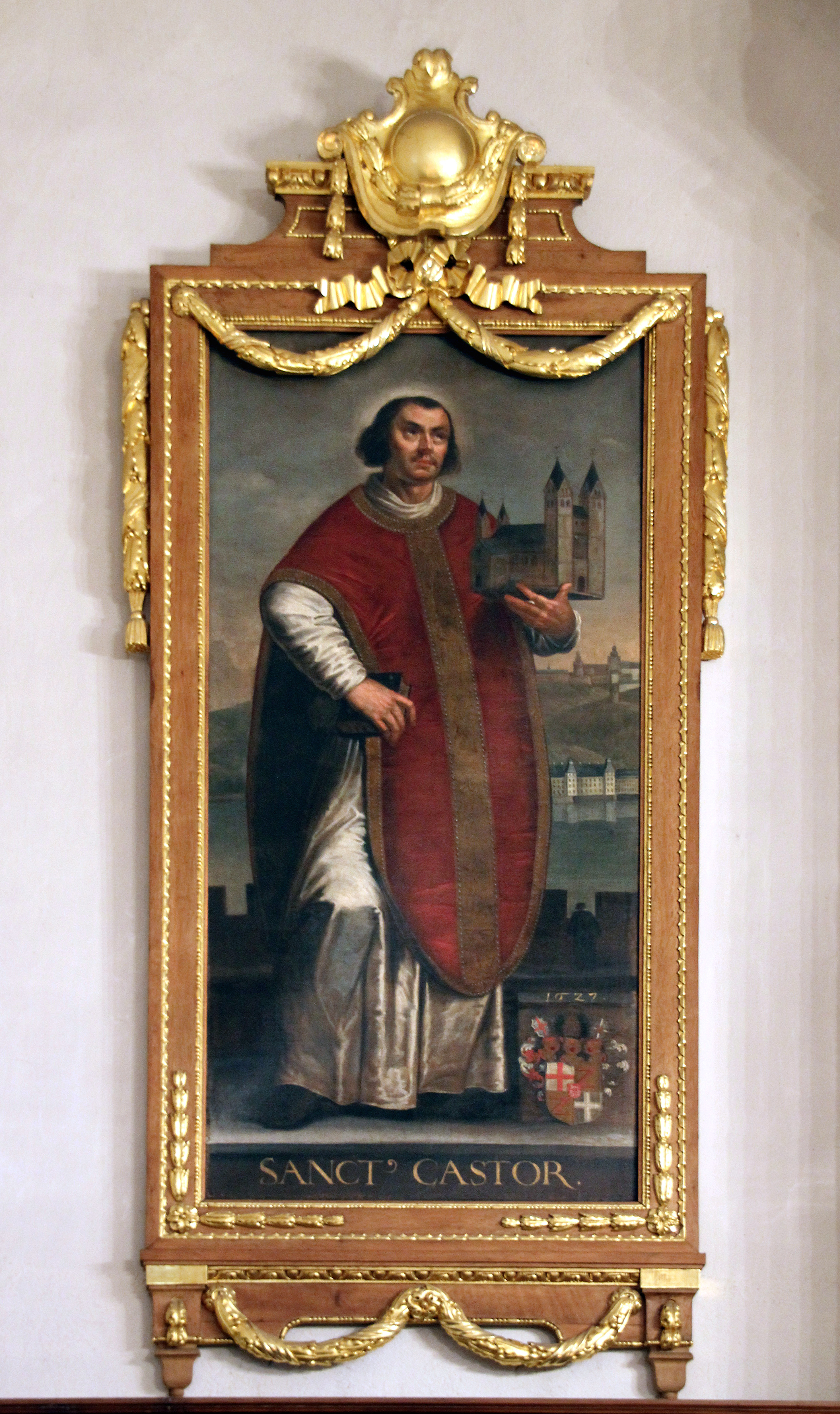
Huile sur toile représentant Castor de Karden, basilique Saint Castor.
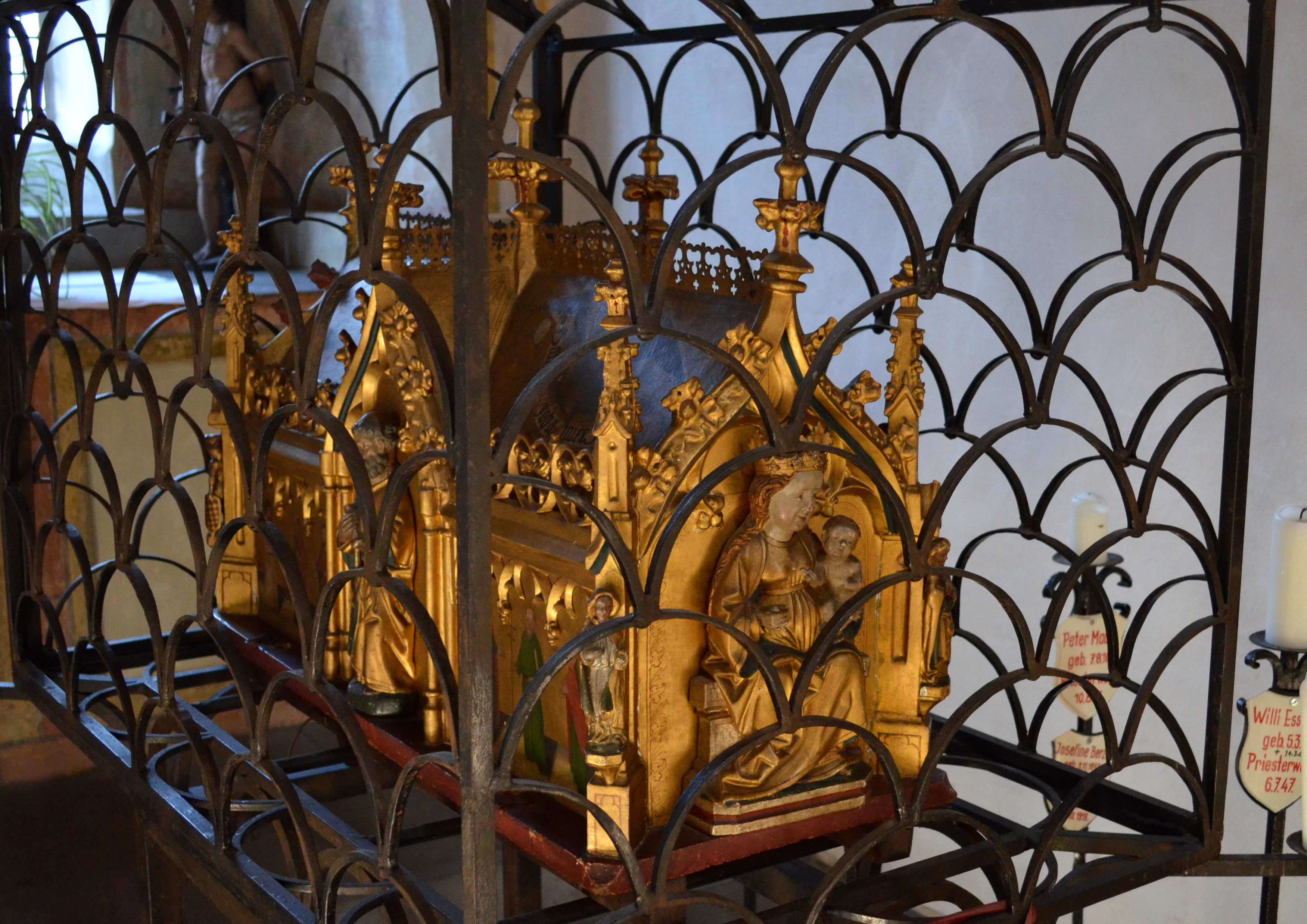
Un reliquaire contenant une partie de ses ossements, à la collégiale Saint-Castor (Karden).
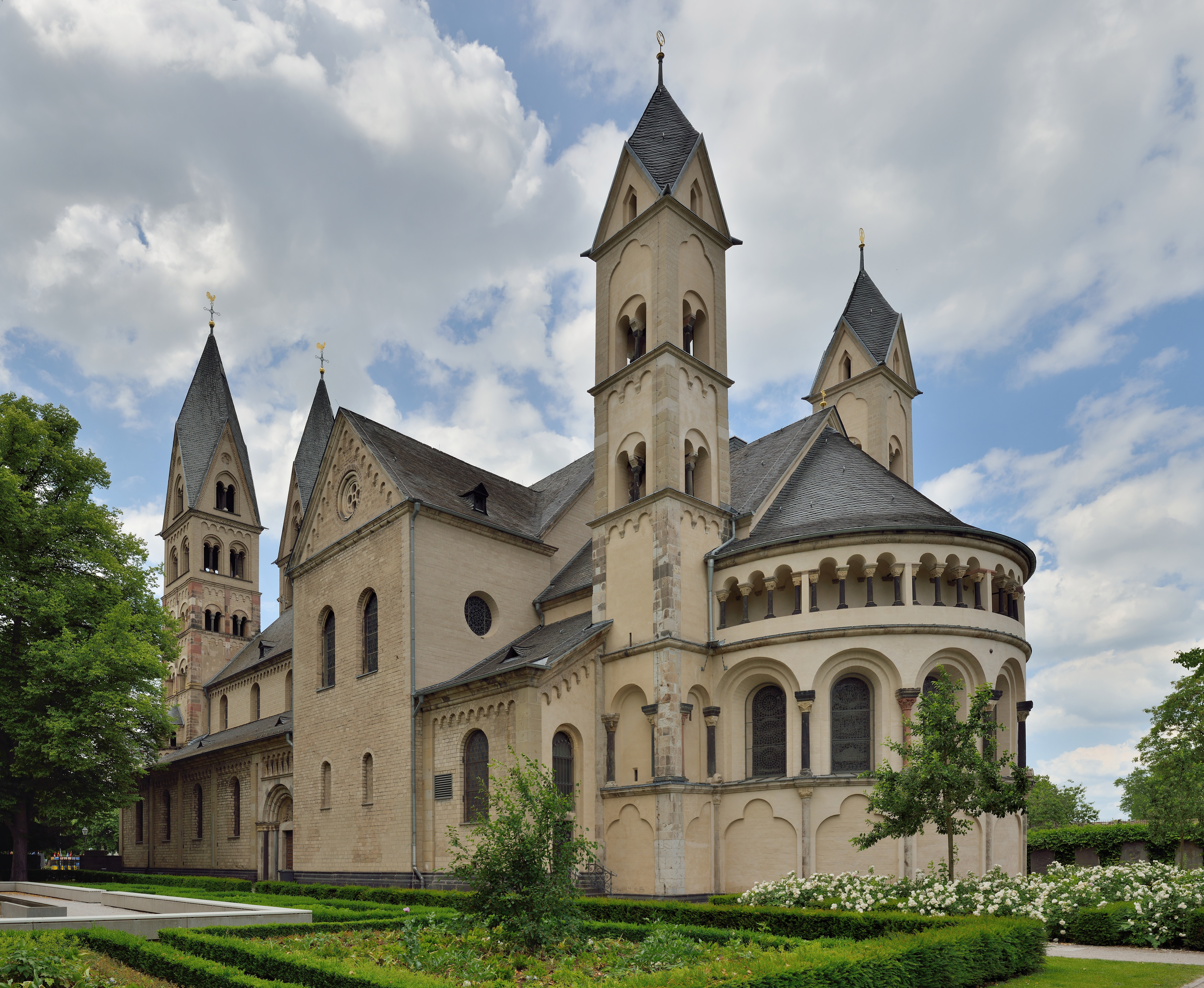
La basilique Saint-Castor.

## Source
- (de) Cet article est partiellement ou en totalité issu de l’article de Wikipédia en allemand intitulé « Castor von Karden » (voir la liste des auteurs).

### Articles liés
- Potentinus
- Maximin de Trèves
- Basilique Saint-Castor
- Castor d'Apt (autre saint Castor)